# Bayes Norton
Bayes Norton (Vineyard Haven, 23 settembre 1903 – Gambier, 21 ottobre 1967) è stato un velocista statunitense.

## Biografia
Partecipò ai Giochi olimpici di Parigi 1924 dove giunse quinto nella finale dei 200 metri.

## Palmarès
| Anno | Manifestazione  | Sede   | Evento    | Risultato | Prestazione | Note  |
| ---- | --------------- | ------ | --------- | --------- | ----------- | ----- |
| 1924 | Giochi olimpici | Parigi | 200 metri | 5º        |             | [ 1 ] |